# Hilpoltstein
Hilpoltstein település Németországban, azon belül Bajorországban. Lakosainak száma 13 953 fő (2023. december 31.). Hilpoltstein Thalmässing és Greding községekkel határos.

## Népesség
A település népessége az elmúlt években az alábbi módon változott:
| Lakosok száma | 1511 | 3092 | 7919 | 10 127 | 13 148 | 13 221 | 13 358 | 13 474 | 13 852 | 13 953 |
|               | 1875 | 1950 | 1975 | 1987   | 2012   | 2014   | 2016   | 2017   | 2021   | 2023   |

## Fekvése
Nürnbergtől délre fekvő település.

## Leírása

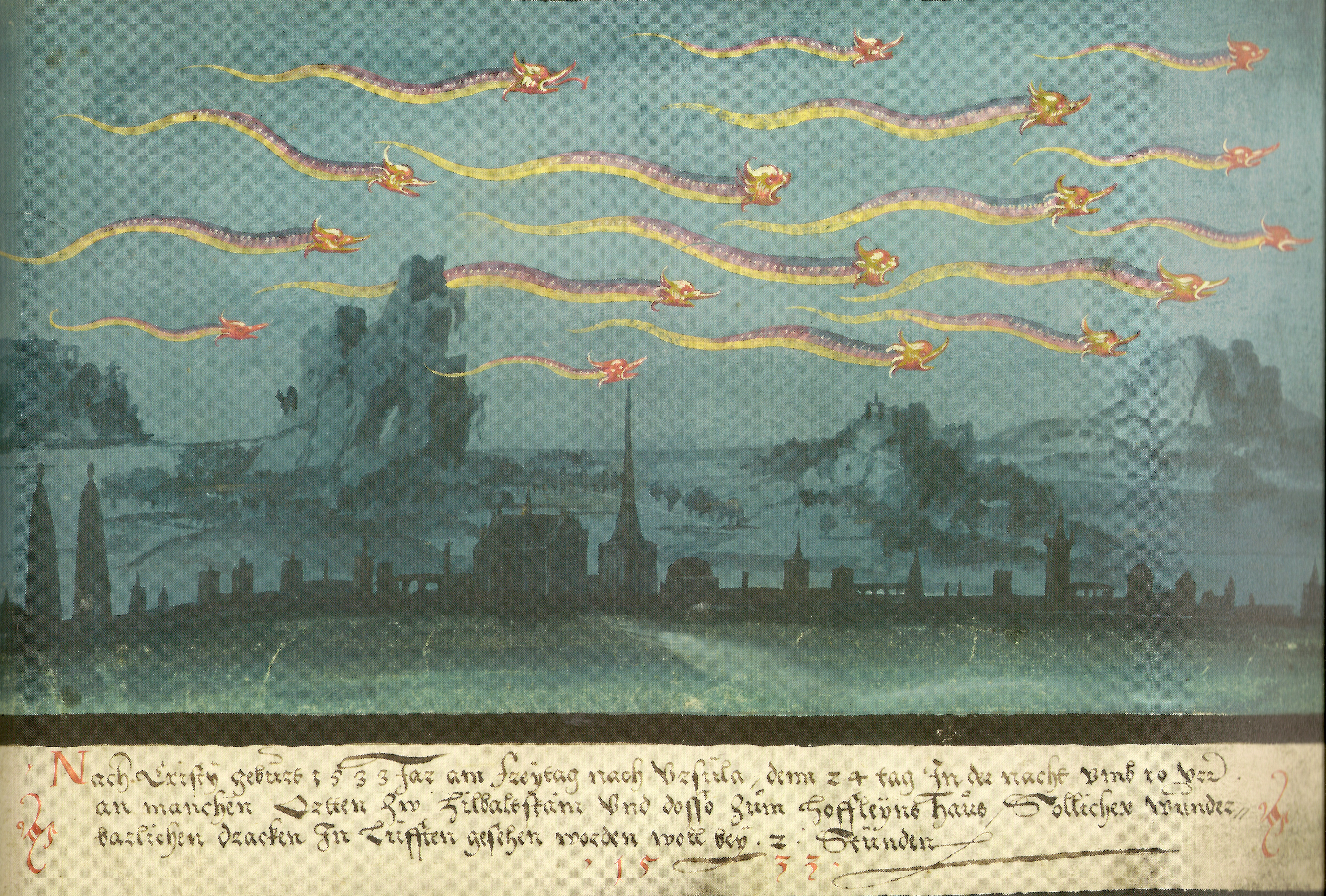

A városka hegyes süvegű körbástyákkal ékes városfalain belül gótikus és reneszánsz házak sorakoznak.
Fagerendás, oszloplábas Városháza, késő gótikus, belül barokk plébániatemploma van és reneszánsz stílusban épült grófi kastély (Residenz) található itt.
A városka fölött a hilpoltsteini vár romjai magasodnak, melyek közül kiemelkedik a hatalmas Öreg-torony, melyet kilátótoronnyá építettek át.
A város minden év augusztusának utolsó vasárnapján sajátságos népünnepély színhelye: nagy kosztümös felvonulás keretében játsszák el Mária Dorottya őrgrófnő bevonulását.

## Galéria

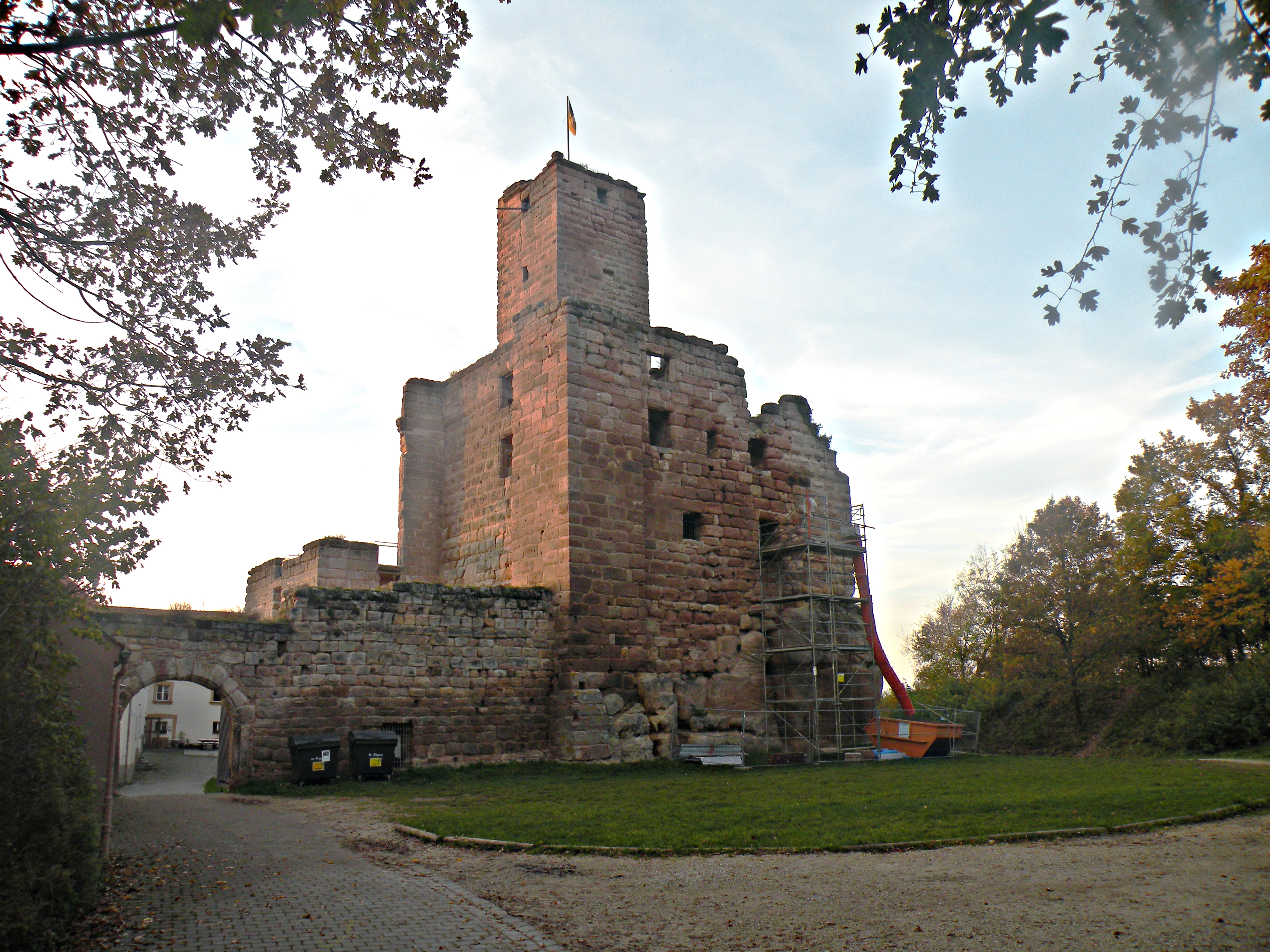
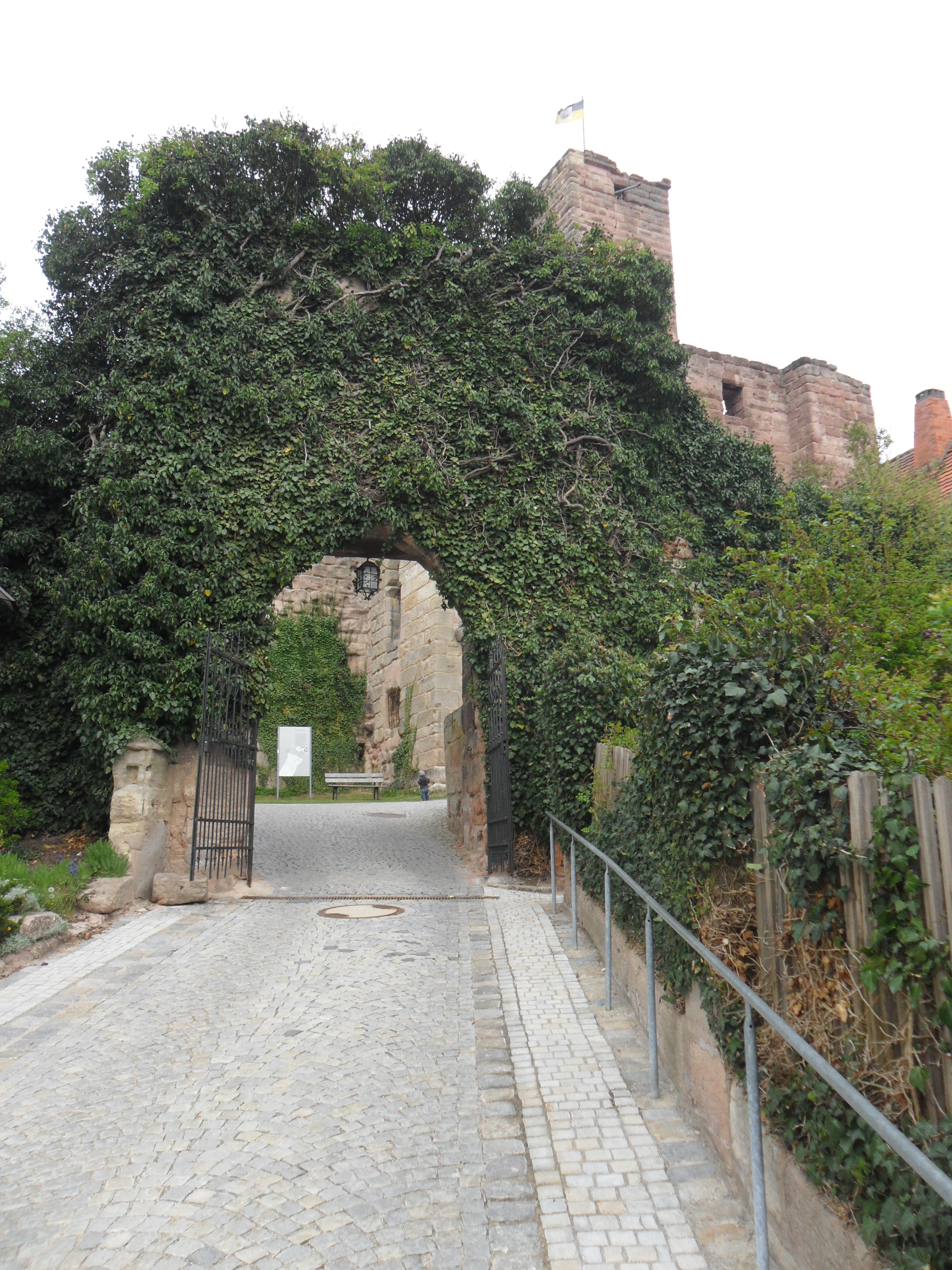
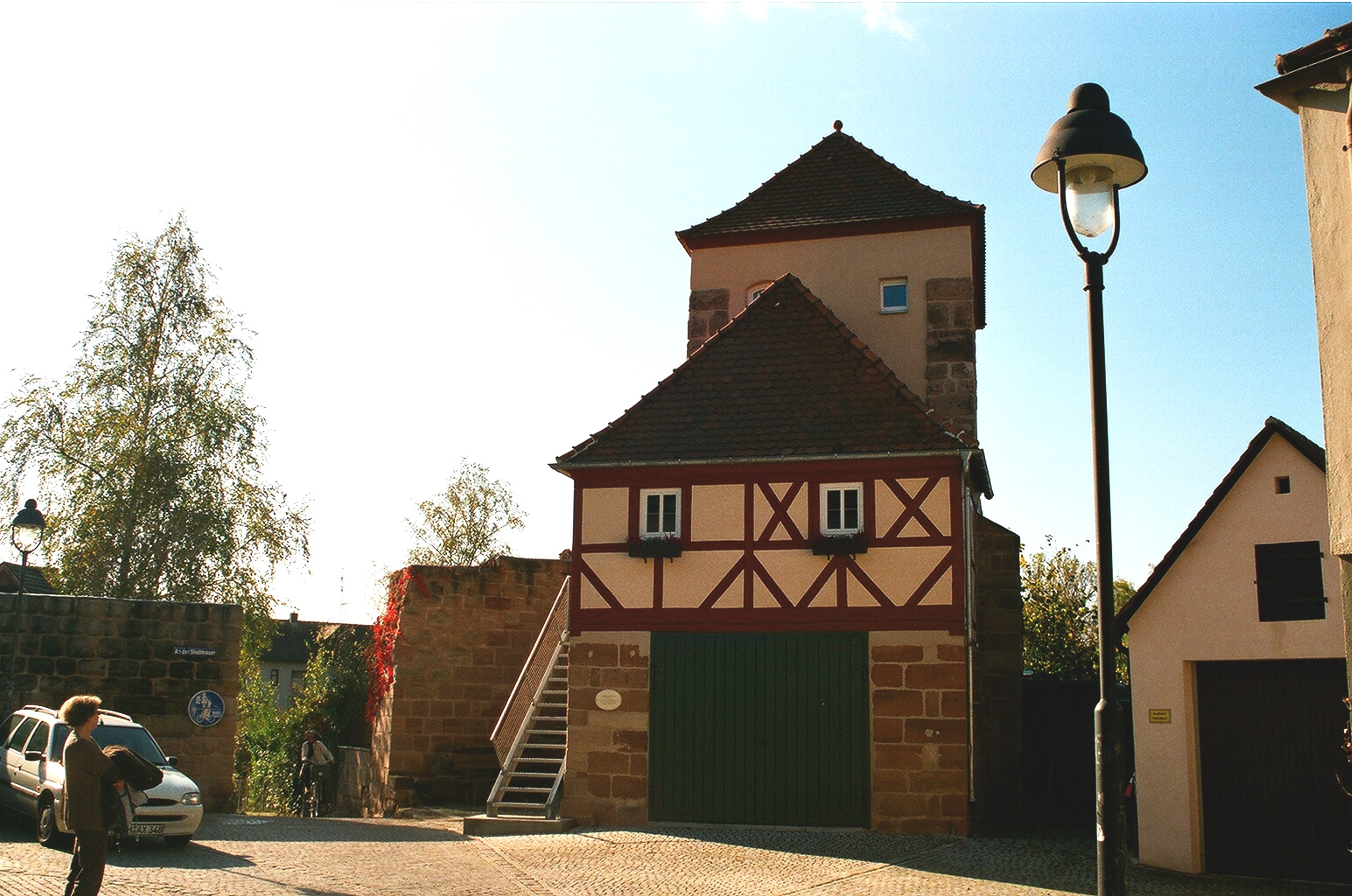
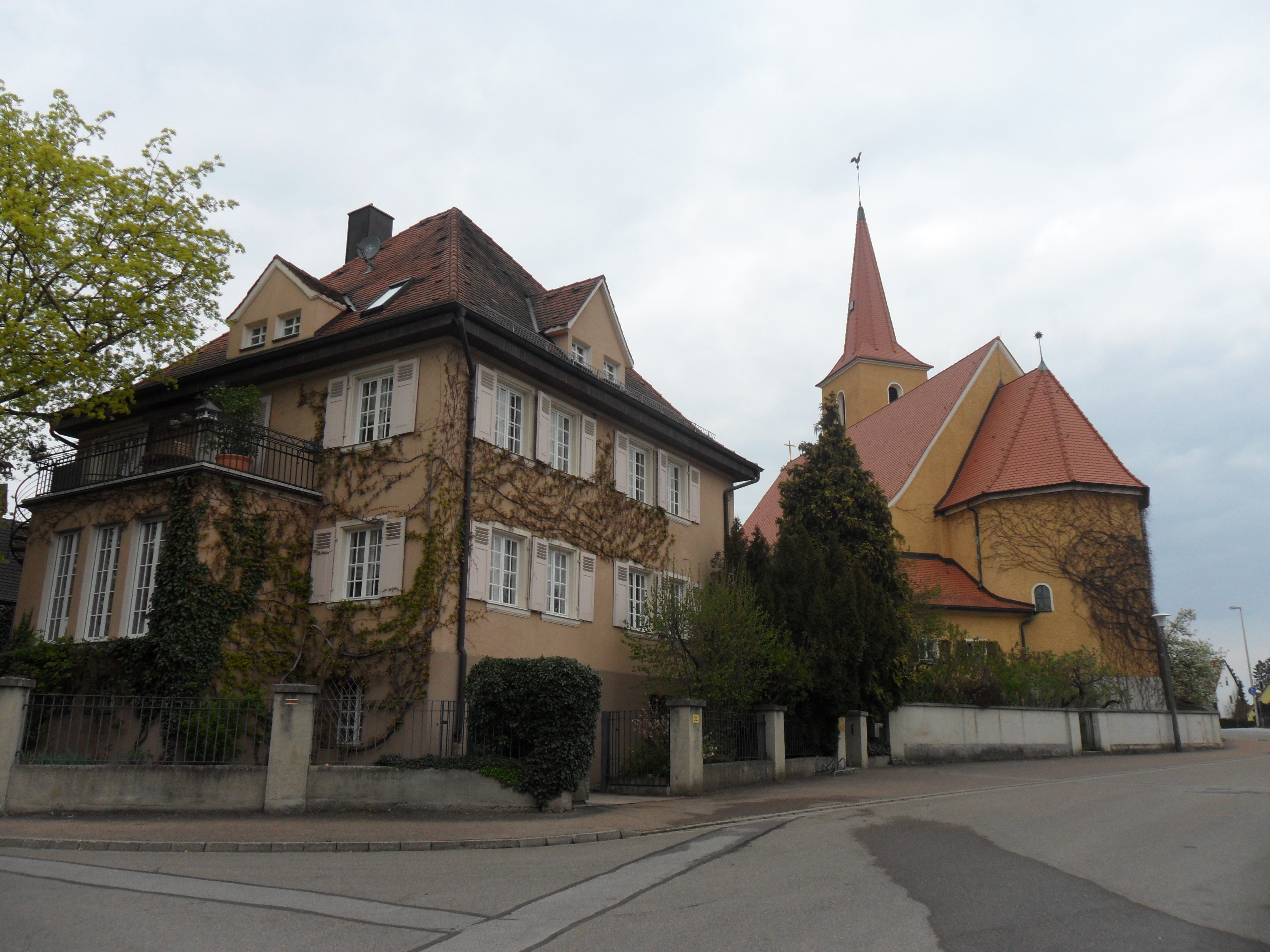
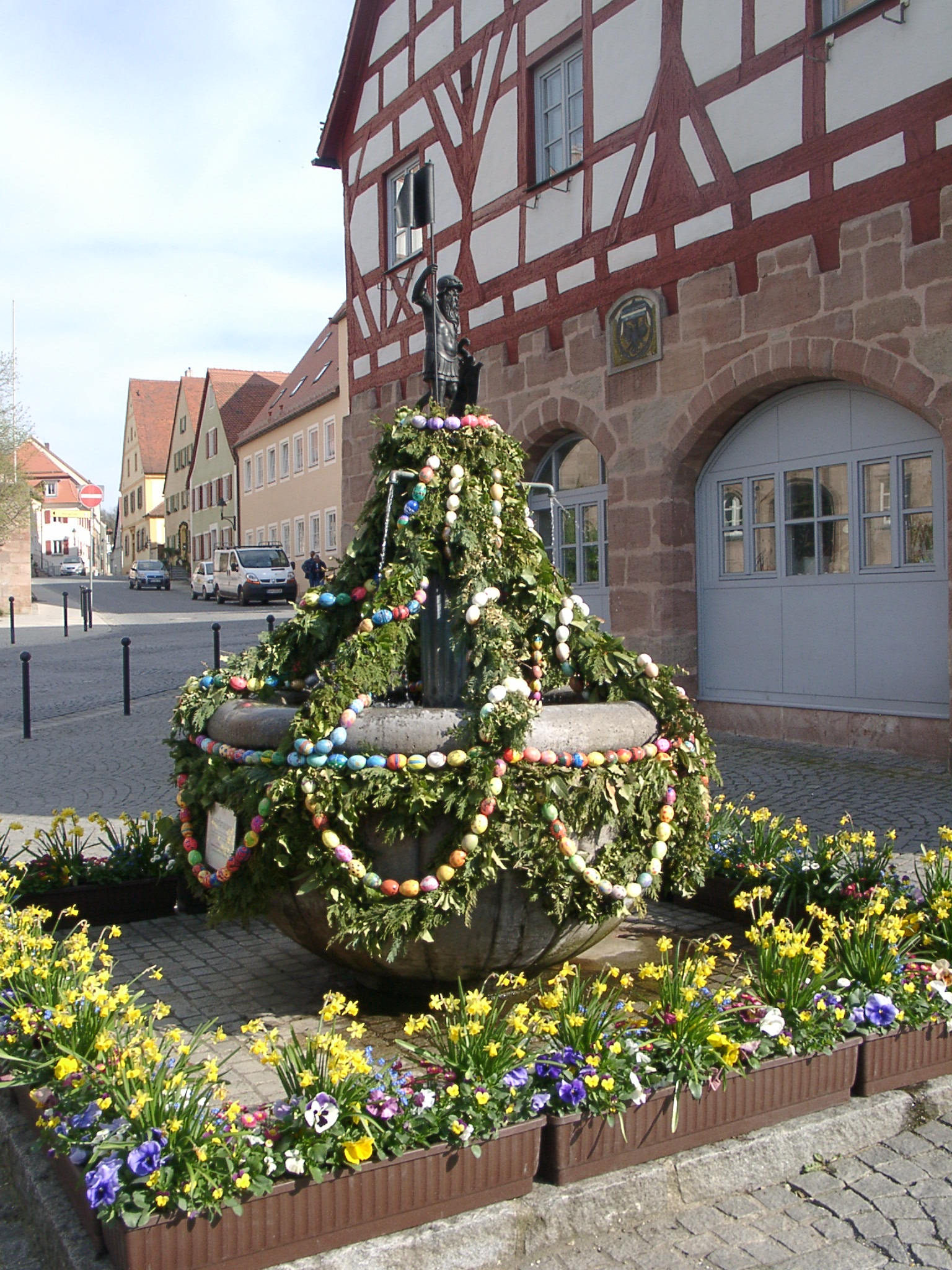
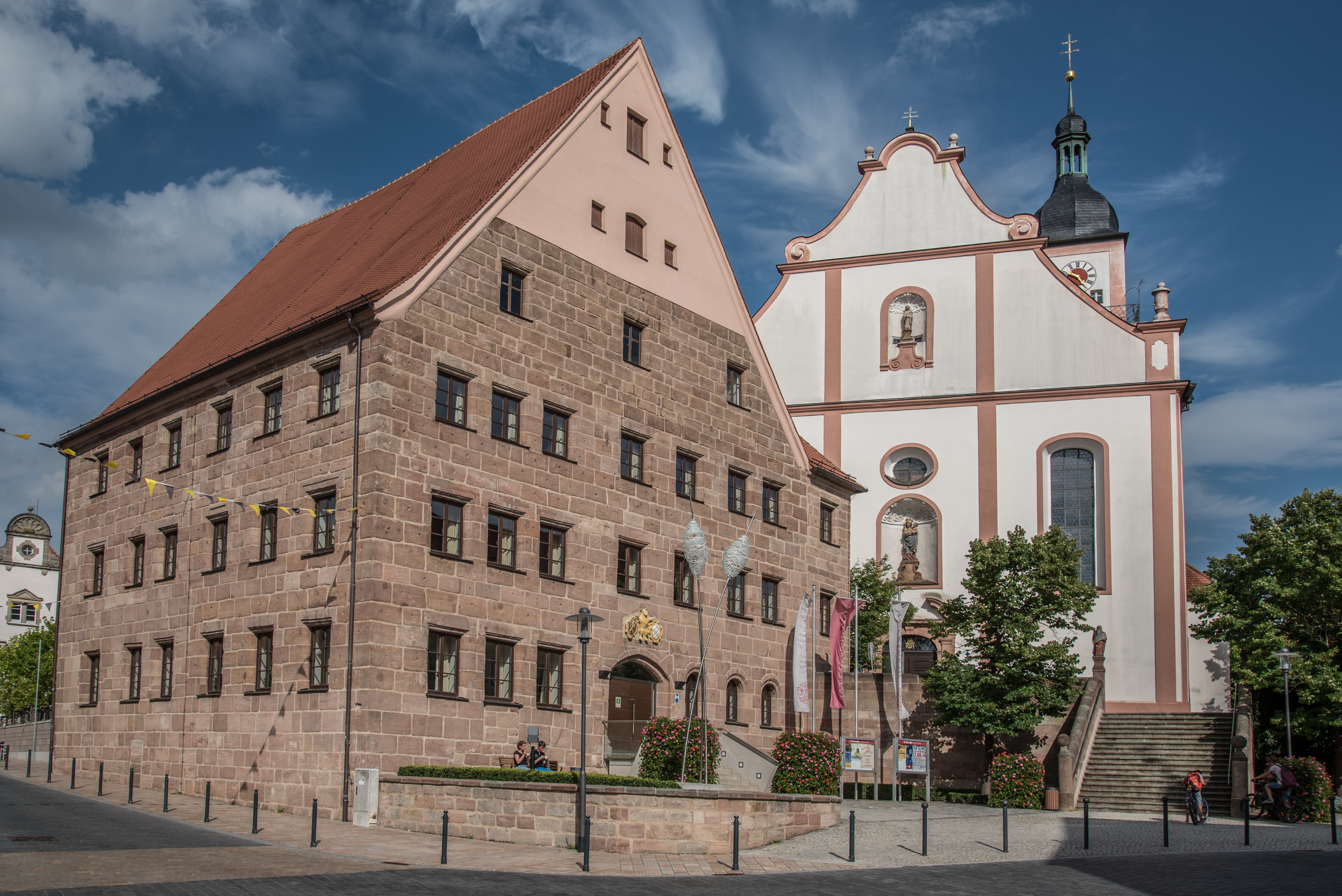
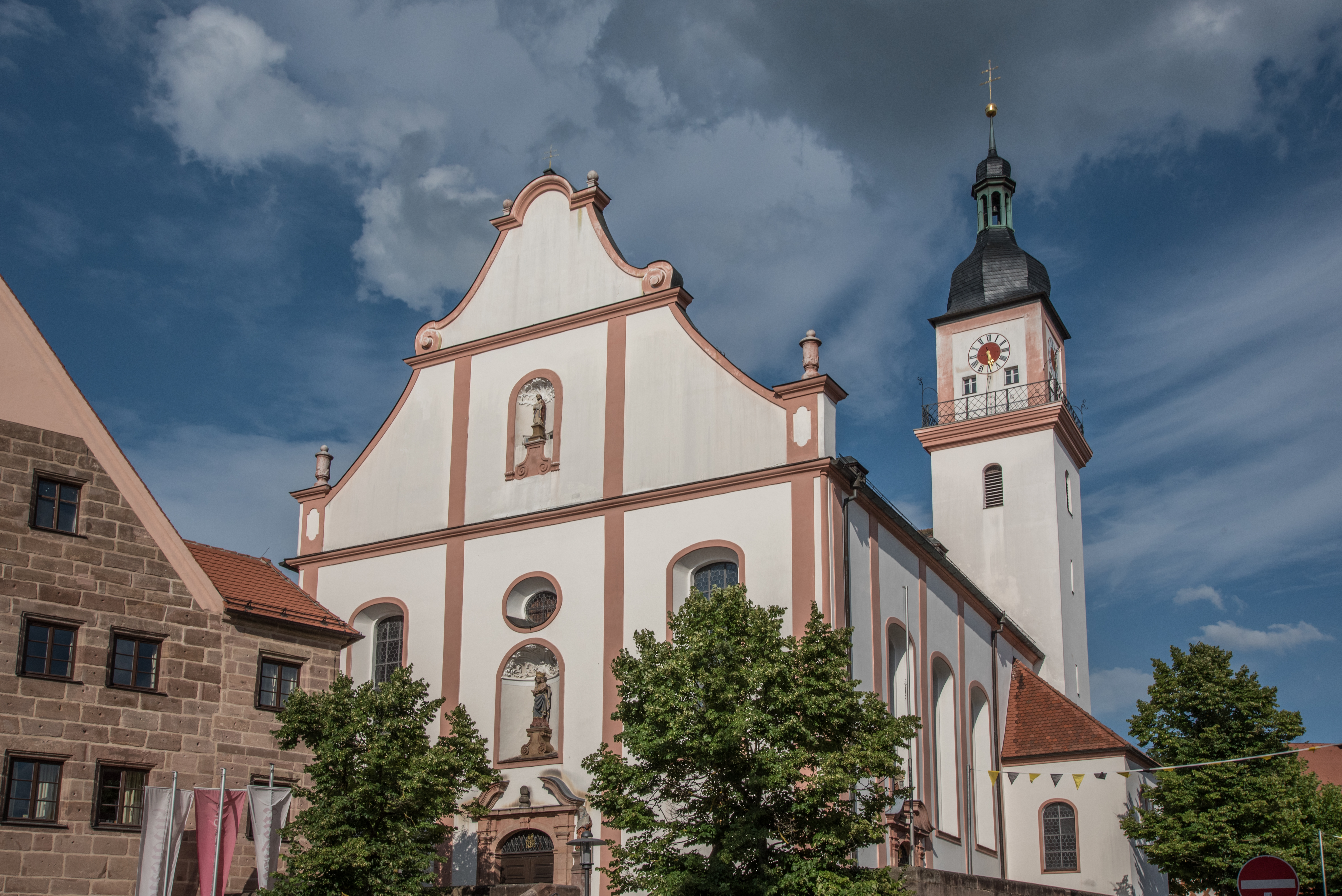
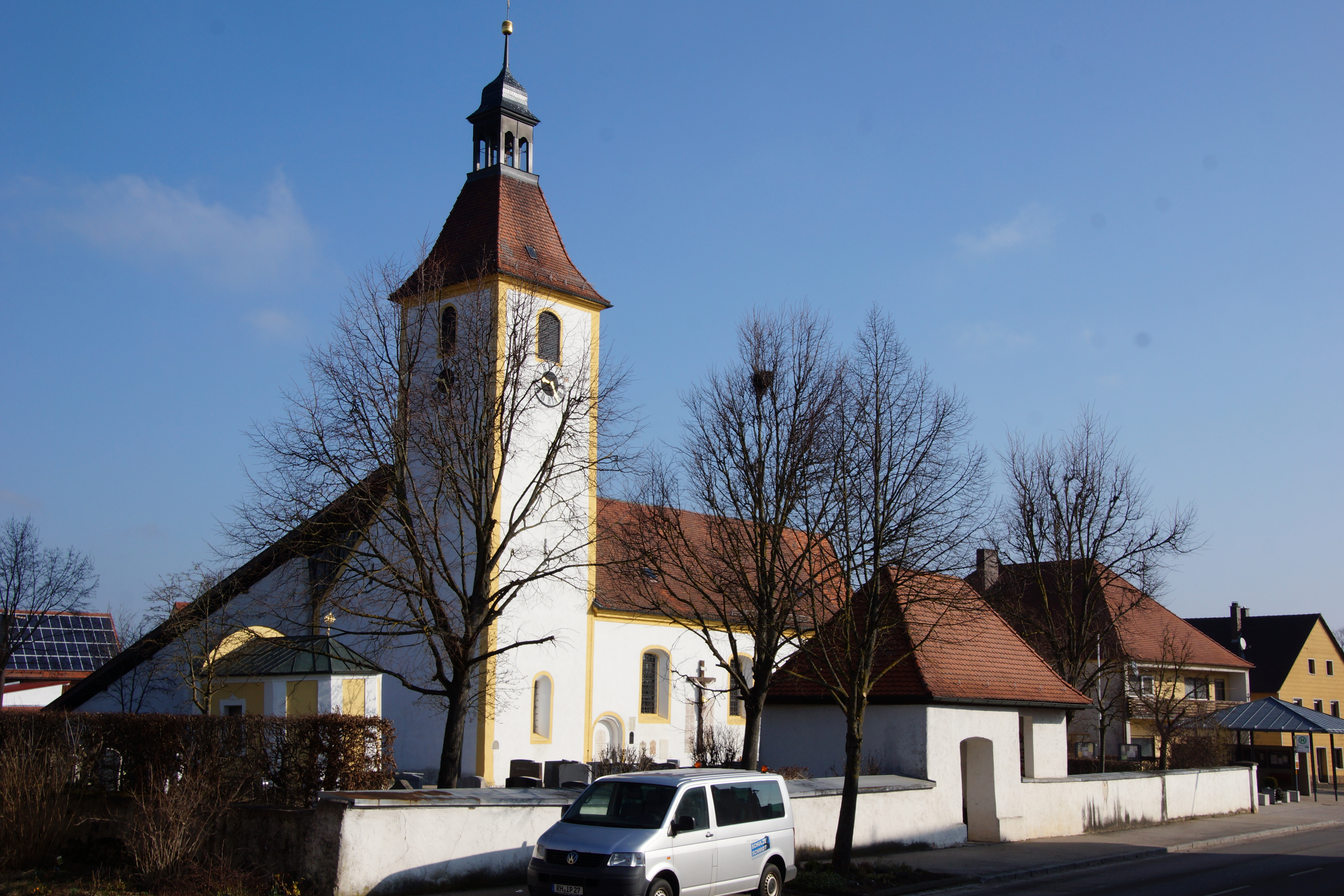
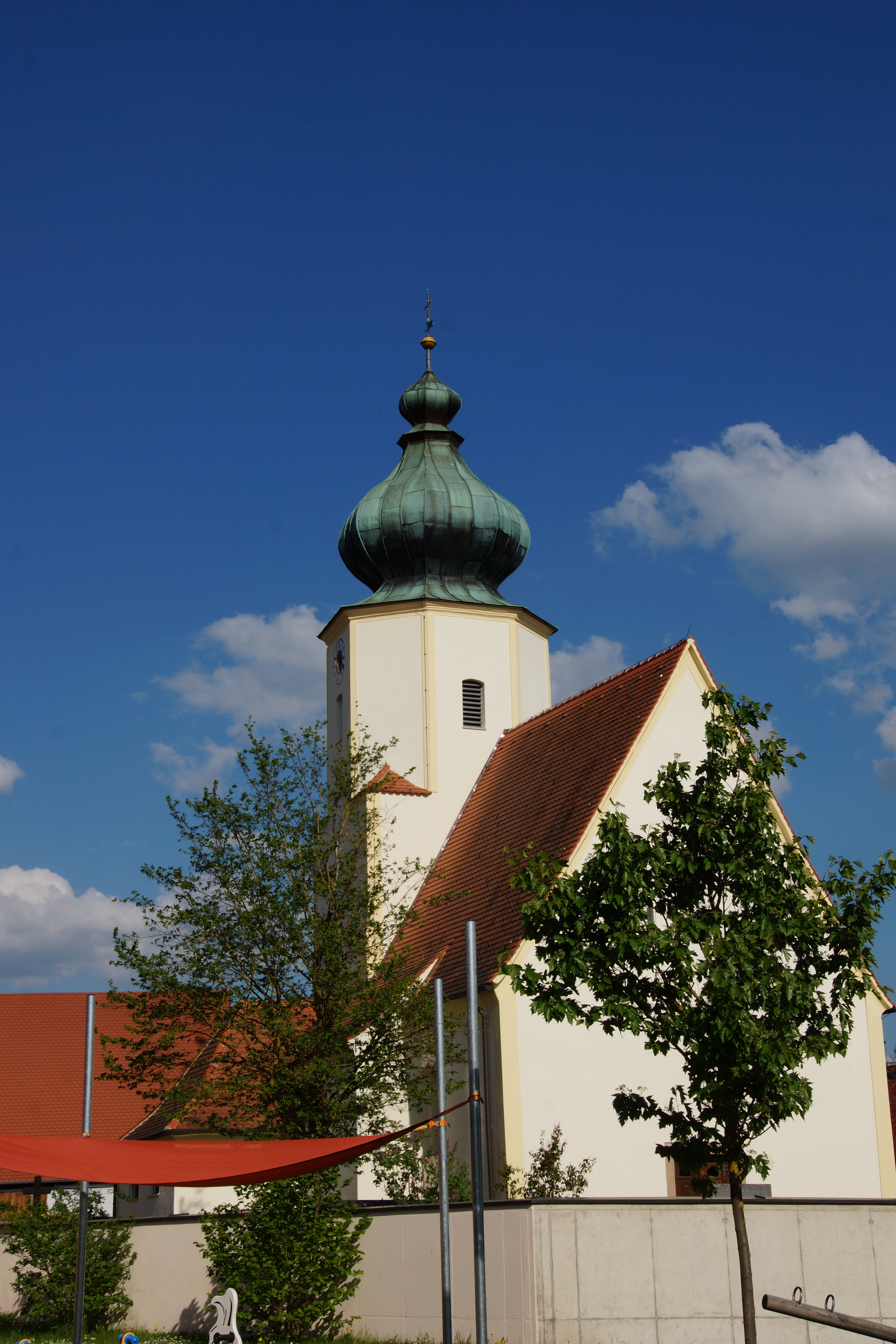
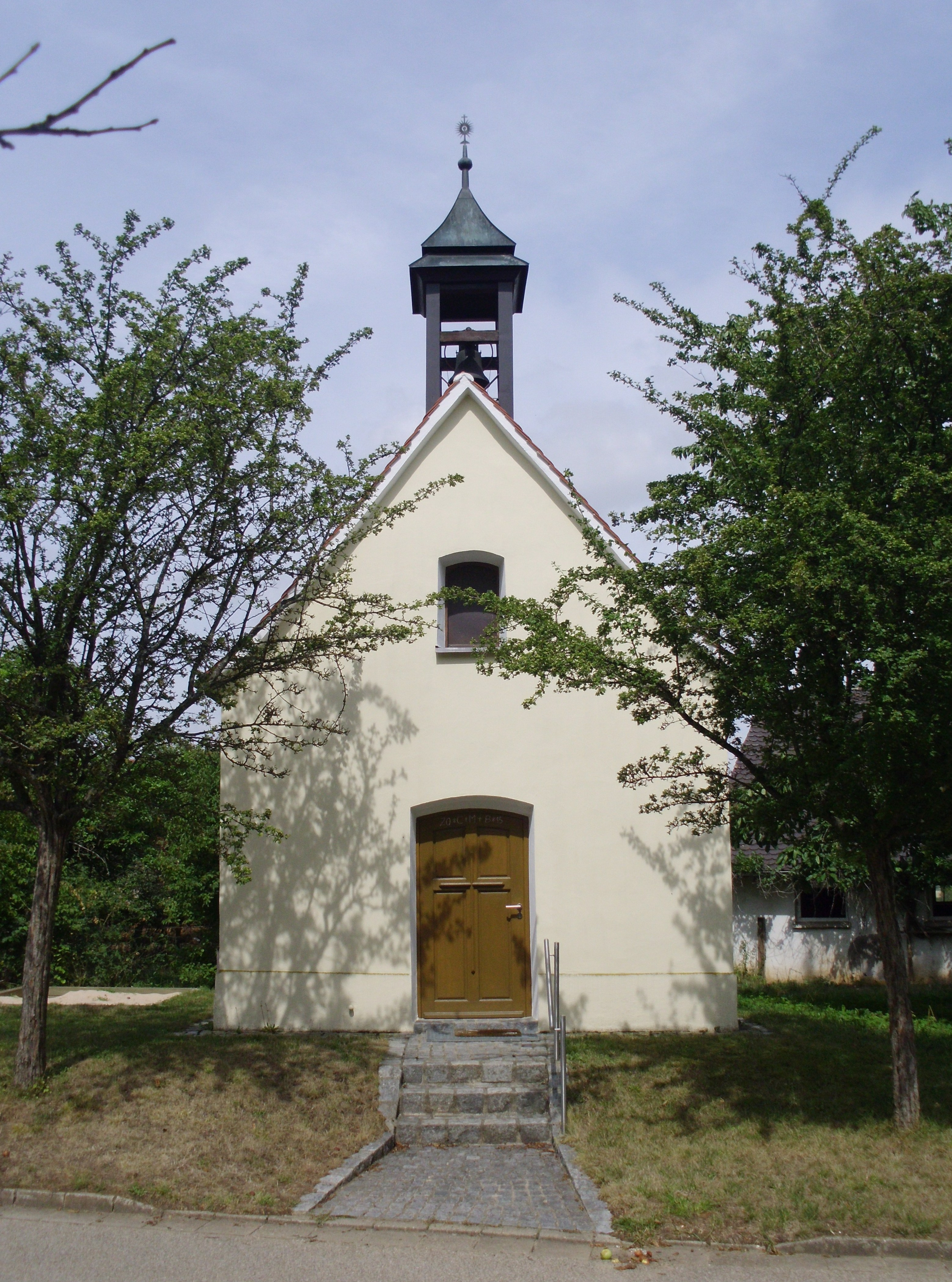
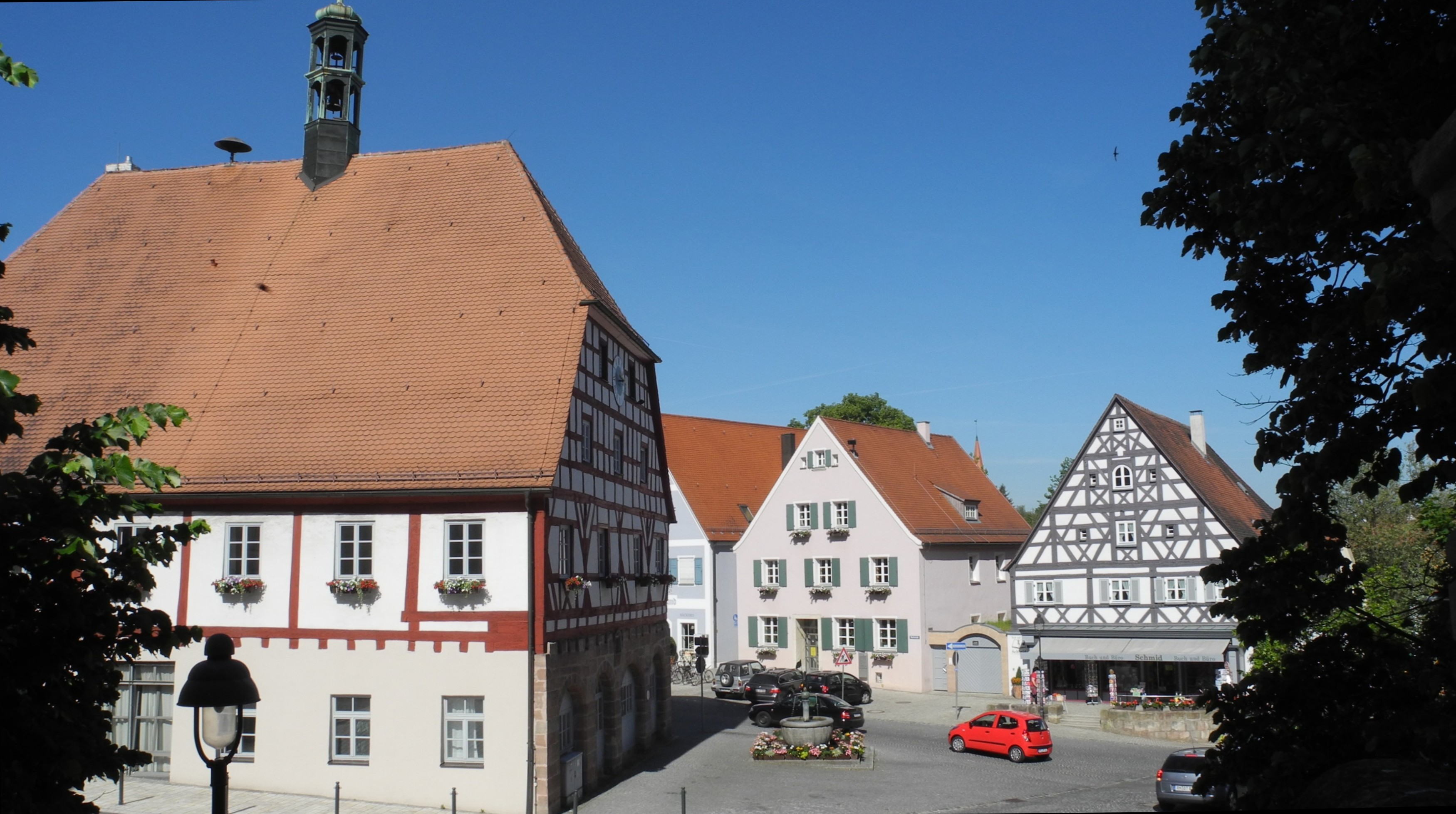
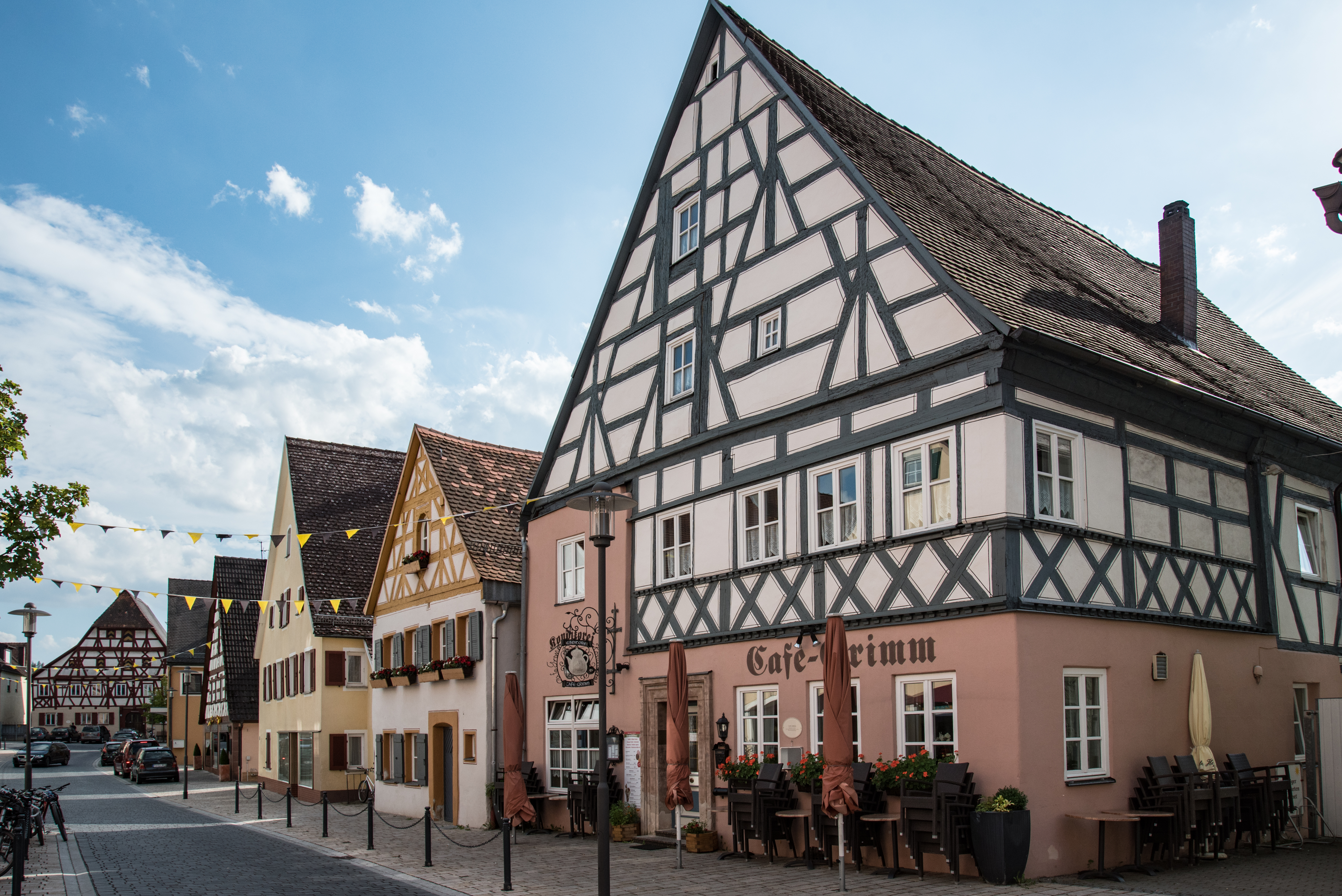
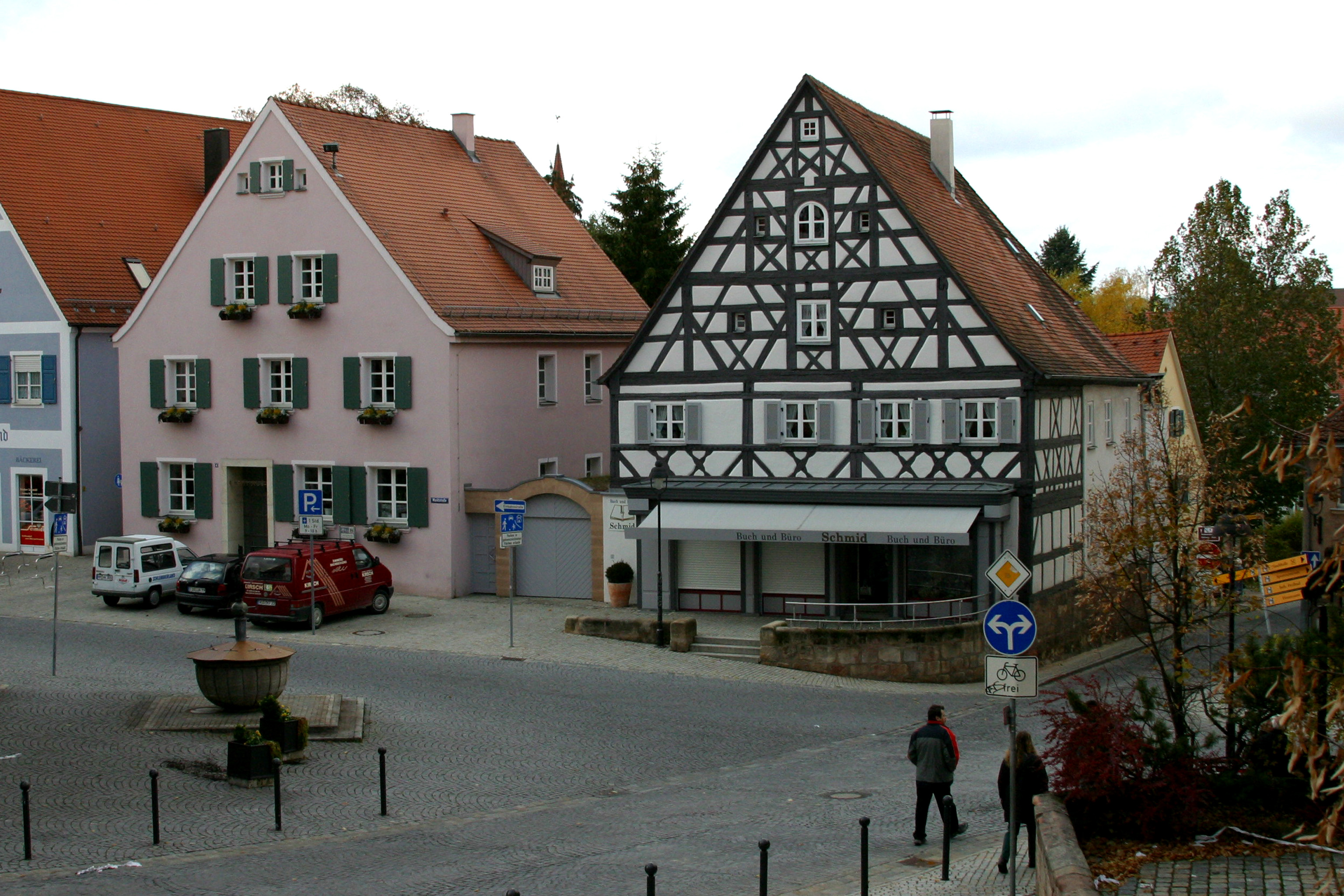
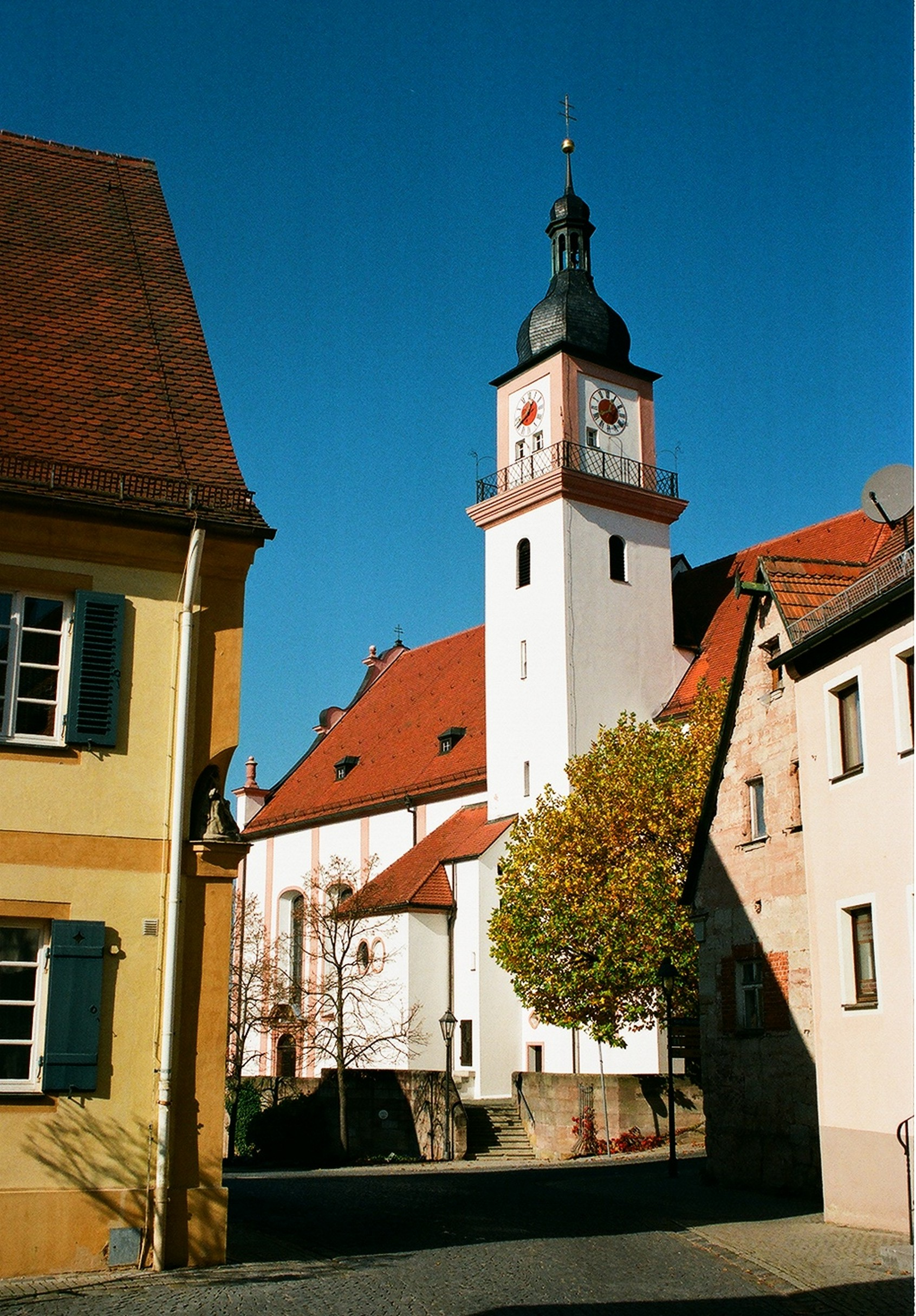
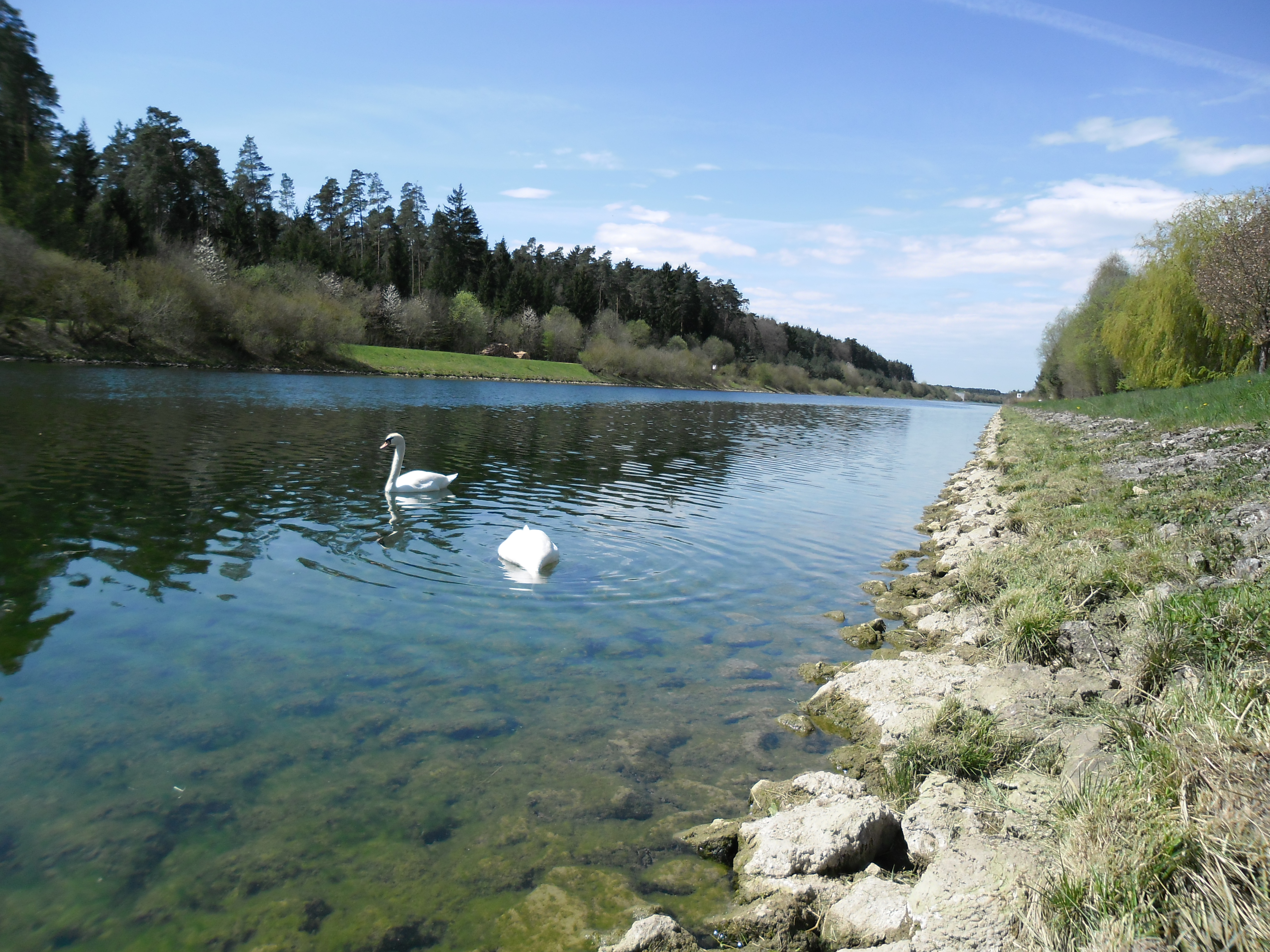

## Nevezetességek
- Városháza (Rathaus)
- Plébániatemplom
- Hilpoltsteini vár